# Weekly World News
Weekly World News fue un tabloide de noticias ficticias publicado en los Estados Unidos entre 1979 y 2007. Era reconocido por sus historias sobre temas paranormales y por el tono satírico de sus artículos. Sus características portadas en blanco y negro se han convertido en imágenes de la cultura popular ampliamente usadas en el arte. A pesar de que ya no es editado en papel, continúa existiendo como sitio web.

## Historia
El Weekly World News fue lanzado en 1979 por el editor Generoso Pope, Jr. con el objetivo de continuar usando la imprenta en blanco y negro con que publicaba el tabloide National Enquirer después de que este comenzara a ser editado en colores.
Como varios semanarios de supermercado en los Estados Unidos, el WWN era publicado en Lantana, Florida, hasta que se mudó a Boca Ratón a fines de los años 1990. En ese entonces, era único en su clase porque seguía editándose en blanco y negro.
Su editor de mucho tiempo, Eddie Clontz, un desertor escolar de Carolina del Norte y exeditor de copias de un pequeño periódico, se unió al proyecto en 1981. En los años 1980, la circulación del Weekly World News alcanzó los 1,2 millones por edición.
En 1999, David Pecker adquirió la editorial American Media Inc., la cual estaba a cargo del Weekly World News. Durante los dos años posteriores, muchos de sus clásicos editores y escritores, entre ellos Sal Ivone, Derek Clontz, Susan Jimison, Joe Berger, Bob Lind, Dick Kulpa y Leskie Pinson, se marcharon. Clontz abandonó el semanario en el 2001, después de veinte años, y murió en el 2004.
En una presentación ante la Securities and Exchange Commission de los Estados Unidos en marzo de 2007, American Media aseguró que las ventas del Weekly World News en el 2006 fueron de solo 83 000 unidades por edición. El WWN dejó de ser publicado en papel en el 2007, pero continuó como un suplemento del tabloide Sun, mezclando material nuevo con artículos y columnas de antiguas ediciones. También cuenta con un sitio web que es actualizado diariamente.
En octubre de 2008, Bat Boy L.L.C., una compañía creada por Neil McGinness, adquirió el WWN con la intención de relanzar su sitio web y volver a imprimir el tabloide.
En enero de 2011, el Weekly World News puso a disposición de sus lectores una edición pagada en línea. Esta versión es enviada por correo electrónico a los suscriptores dos veces por semana. Su formato es el que se usó entre 1979 y 2001 y sus noticias son las que antiguamente solía publicar.

## Temas recurrentes

### Bat Boy
La historia de Bat Boy ('niño murciélago') fue publicada por primera vez en 1992 después de ser encontrado en una de las cavernas Lost World de Virginia Occidental. Desde entonces, fue perseguido por la policía, luchó en la guerra contra el terrorismo, dirigió a las tropas estadounidenses para capturar a Saddam Hussein, mordió a Papá Noel y viajó al espacio exterior. En el 2000, brindó su apoyo al político Al Gore y en el 2008 se predijo que Bat Boy se convertiría en presidente de los Estados Unidos.
Su historia sirvió de base para el aclamado musical Bat Boy: The Musical. Además de los artículos, Bat Boy fue incluido en una tira cómica desde el 2004. La historieta era originalmente escrita e ilustrada por Peter Bagge; posteriormente estuvo a cargo de Danielle Corsetto.

## Edición española
Durante los años 1990, esta revista se publicó en España bajo el nombre Noticias del Mundo. Siguiendo el tono jocoso e irónico de la publicación original, esta adaptación mezclaba noticias de la edición estadounidense con bromas sobre personajes de la vida pública española de la época, como Luis Roldán y Felipe González.